# Арнебург
Арнебург (на немски: Arneburg) е град в Саксония-Анхалт в Северна Германия с 1601 жители (на 31 декември 2012).
Намира се на река Елба в Алтмарк на около десет километра североизточно от окръжния град Щендал в Алтмарк.
Арнебург е от 984 г. civitatis (град). Замъкът Арнебург е построен през 925 г. по времето на Хайнрих I Птицелов като гранична крепост против славяните. В този замък отсядат императорите Ото III и Хайнрих II (993, 997 и 1012).
Най-старата сграда на града е църквата Св. Георг, построена ок. 1200 г.